# ORION (中島美嘉單曲)
《ORION》（日语：／*/?）是日本女歌手中島美嘉的第27張單曲，也是其歌曲代表作之一。2008年11月12日發行。

## 概述
不計以「MICA 3 CHU」名義發行的《I DON'T KNOW》，是自《SAKURA〜櫻花霧海〜》8個月以來的單曲。是第5張錄音室專輯《VOICE》的先行單曲，在專輯發行的兩週前發售。
《ORION》被用作二宮和也、錦戶亮、戶田惠梨香主演的TBS電視台電視劇《流星之絆》的插曲，中島美嘉也客串了劇集的演出，這是中島時隔6年再次出演電視劇。音樂錄像帶邀請了在《流星之絆》擔當第一女主角的戶田惠梨香參加演出，是中島的音樂錄像帶首次由女演員演出。
單曲發售之前，2008年9月19日在Yahoo! Music先行開放試聽。一個星期內獲得超過50萬次試聽；全面開放歌曲下載後，在下載方面取得優異成績，手機片段下載超過75萬次，單曲下載（手機+電腦全曲下載）則超過100萬次。
這首也是中島美嘉登台第59回NHK紅白歌合戰的演唱歌曲。

## 收錄曲目
1. ORION
  - 作詞、作曲、編曲：百田留衣
  - TBS電視劇《流星之絆》插曲
2. FOCUS
  - 作詞：中島美嘉；作曲：松浦晃久；編曲：田中義人
  - 佳能「IXY DIGITAL 920IS」電視廣告歌曲
3. ORION (Instrumental)
4. FOCUS (Instrumental)

## 外部連結
- 唱片介紹（页面存档备份，存于）